# Gol Maḩalleh
Gol Maḩalleh (persiska: گِلِه مَحَلِّه, Geleh Maḩalleh, گل محله) är en ort i Iran.   Den ligger i provinsen Mazandaran, i den norra delen av landet, 130 km nordost om huvudstaden Teheran. Gol Maḩalleh ligger 16 meter över havet och antalet invånare är 310.
Terrängen runt Gol Maḩalleh är platt. Runt Gol Maḩalleh är det tätbefolkat, med 286 invånare per kvadratkilometer. Närmaste större samhälle är Babol, 14,7 km nordost om Gol Maḩalleh. Trakten runt Gol Maḩalleh består till största delen av jordbruksmark.